# Panathīnaïkos Athlītikos Omilos 2020-2021 (pallacanestro maschile)
Questa voce raccoglie le informazioni riguardanti il Panathīnaïkos B.C. nelle competizioni ufficiali della stagione 2020-2021.

## Stagione
La stagione 2020-2021 del Panathīnaïkos è la 70ª nel massimo campionato greco di pallacanestro, l'A1 Ethniki.

## Roster
Aggiornato al 31 luglio 2019.
| Panathīnaïkos OPAP 2020-21 | Panathīnaïkos OPAP 2020-21 |
| Giocatori                  | Staff tecnico              |
| -------------------------- | -------------------------- |

| N. | Naz.                                       | Ruolo | Nome                   | Anno | Alt.   | Peso   |  |
| -- | ------------------------------------------ | ----- | ---------------------- | ---- | ------ | ------ |  |
| 0  | Stati Uniti (bandiera)                     | P     | Shelvin Mack           | 1990 | 190 cm | 92 kg  |  |
| 5  | Stati Uniti (bandiera)                     | PG    | T.J. Bray              | 1992 | 196 cm | 86 kg  |  |
| 6  | Grecia (bandiera)                          | C     | Giōrgos Papagiannīs    | 1997 | 218 cm | 109 kg |  |
| 7  | Grecia (bandiera)                          | PG    | Leuterīs Mpochōridīs   | 1994 | 196 cm | 91 kg  |  |
| 8  | Stati Uniti (bandiera) · Grecia (bandiera) | AC    | Zach Auguste           | 1993 | 208 cm | 110 kg |  |
| 10 | Grecia (bandiera)                          | A     | Iōannīs Papapetrou (C) | 1994 | 207 cm | 105 kg |  |
| 11 | Croazia (bandiera)                         | AP    | Mario Hezonja          | 1995 | 203 cm | 100 kg |  |
| 12 | Grecia (bandiera)                          | PG    | Nikos Diplaros         | 1997 | 190 cm | 82 kg  |  |
| 14 | Grecia (bandiera)                          | A     | Leōnidas Kaselakīs     | 1990 | 202 cm | 109 kg |  |
| 15 | Grecia (bandiera)                          | C     | Ian Vougioukas         | 1985 | 212 cm | 122 kg |  |
| 16 | Grecia (bandiera)                          | PG    | Giōrgos Kalaitzakīs    | 1999 | 203 cm | 87 kg  |  |
| 17 | Stati Uniti (bandiera)                     | G     | Marcus Foster          | 1995 | 191 cm | 93 kg  |  |
| 18 | Grecia (bandiera)                          | AP    | Nikos Persidīs         | 1995 | 200 cm | 98 kg  |  |
| 26 | Serbia (bandiera)                          | G     | Nemanja Nedović        | 1991 | 191 cm | 88 kg  |  |
| 28 | Stati Uniti (bandiera)                     | P     | Keifer Sykes           | 1993 | 180 cm | 77 kg  |  |
| 30 | Stati Uniti (bandiera)                     | AG    | Aaron White            | 1992 | 206 cm | 104 kg |  |
| 44 | Grecia (bandiera)                          | AC    | Kōnstantinos Mītoglou  | 1996 | 210 cm | 116 kg |  |
| 50 | Ghana (bandiera)                           | AG    | Ben Bentil             | 1995 | 206 cm | 107 kg |  |
| 55 | Stati Uniti (bandiera)                     | P     | Pierre Jackson         | 1991 | 180 cm | 82 kg  |  |
| 72 | Grecia (bandiera)                          | A     | Leuterīs Mantzoukas    | 2003 | 207 cm | 100 kg |  |
| 74 | Cuba (bandiera)                            | AP    | Howard Sant-Roos       | 1991 | 201 cm | 85 kg  |  |

| Allenatore |
| - Giōrgos Vovoras (fino al 4 gennaio) - Kōstas Charalampidīs (dal 7 gennaio fino al 14 gennaio) - Oded Kattash (dal 14 gennaio)                                                                                   |
| Assistente/i |
| - Kōstas Charalampidīs (fino al 7 gennaio e dal 14 gennaio) - Thanasis Giaples - Michalis Rachovitsas - Giannīs Sioutīs - Lior Lubin (dal 14 gennaio) Legenda - (C) Capitano - (IN) Inattivo - Infortunato Roster |

## Mercato

### Sessione estiva
| Acquisti | Acquisti             | Acquisti          | Acquisti      | Acquisti |
| R.       | Nome                 | da                | Modalità      |          |
| -------- | -------------------- | ----------------- | ------------- | -------- |
| G        | Nemanja Nedović      | Olimpia Milano    | svincolato    |          |
| G        | Marcus Foster        | Hapoel Holon      | svincolato    |          |
| AC       | Zach Auguste         | Galatasaray       | svincolato    |          |
| AP       | Howard Sant-Roos     | CSKA Mosca        | svincolato    |          |
| PG       | Leuterīs Mpochōridīs | Aris Salonicco    | svincolato    |          |
| AG       | Aaron White          | Canarias Tenerife | svincolato    |          |
| PG       | Giōrgos Kalaitzakīs  | Nevėžis           | fine prestito |          |
| A        | Leōnidas Kaselakīs   | Promitheas        | svincolato    |          |
| P        | Pierre Jackson       | South Bay Lakers  | svincolato    |          |
| PG       | Nikos Diplaros       | Basco Batumi      | svincolato    |          |
| P        | Keifer Sykes         | Türk Telekom      | svincolato    |          |

| Cessioni | Cessioni          | Cessioni        | Cessioni       | Cessioni |
| R.       | Nome              | a               | Modalità       |          |
| -------- | ----------------- | --------------- | -------------- | -------- |
| A        | Jacob Wiley       | Gran Canaria    | fine contratto |          |
| P        | Tyrese Rice       | AEK Atene       | fine contratto |          |
| A        | Deshaun Thomas    | Toyota Alvark   | rescissione    |          |
| PG       | Iōannīs Athīnaiou | Peristeri       | fine contratto |          |
| P        | Nick Calathes     | Barcellona      | rescissione    |          |
| P        | Kōstas Papadakīs  | Larisa          | prestito       |          |
| G        | Jimmer Fredette   | Shanghai Sharks | rescissione    |          |
| G        | Nikos Pappas      | H. Gerusalemme  | rescissione    |          |
| G        | Andy Rautins      |                 | ritirato       |          |
| AP       | Wesley Johnson    | Free agent      | fine contratto |          |

### Dopo l'inizio della stagione
| Acquisti | Acquisti            | Acquisti      | Acquisti         | Acquisti   |
| R.       | Nome                | da            | Data             | Modalità   |
| -------- | ------------------- | ------------- | ---------------- | ---------- |
| P        | Shelvin Mack        | Free agent    | 7 novembre 2020  | svincolato |
| A        | Leuterīs Mantzoukas | Promitheas    | 18 dicembre 2020 | definitivo |
| PG       | T.J. Bray           | Bayern Monaco | 8 febbraio 2021  | svincolato |
| AP       | Mario Hezonja       | Free agent    | 22 febbraio 2021 | svincolato |

| Cessioni | Cessioni       | Cessioni         | Cessioni         | Cessioni       |
| R.       | Nome           | a                | Data             | Modalità       |
| -------- | -------------- | ---------------- | ---------------- | -------------- |
| P        | Pierre Jackson | Free agent       | 14 ottobre 2020  | rescissione    |
| P        | Keifer Sykes   | SE Melb. Phoenix | 30 ottobre 2020  | fine contratto |
| AP       | Nikos Persidīs | Lavrio           | 26 dicembre 2020 | rescissione    |
| G        | Marcus Foster  | Türk Telekom     | 18 febbraio 2021 | rescissione    |